# Budiman Sudjatmiko
Budiman Sudjatmiko, né le 10 mars 1970 à Cilacap, est un homme politique et militant indonésien.
Il est membre du conseil représentatif du peuple représentant le parti démocratique indonésien de lutte. Il a été prisonnier politique pendant les dernières années du régime Suharto,.